# Морава (Кочев'є)
Морава (словен. Morava) — поселення в общині Кочев'є, регіон Південно-Східна Словенія, Словенія. Висота над рівнем моря: 536,7 м.